# Jessica Sevick
Jessica Sevick, född 15 juli 1989, är en kanadensisk roddare.
Vid olympiska sommarspelen 2020 i Tokyo slutade Sevick på sjätte plats tillsammans med Gabrielle Smith i dubbelsculler.